# Morzeszczyn (gmina)
La gmina de Morzeszczyn est une commune rurale de la voïvodie de Poméranie et du powiat de Tczew. Elle s'étend sur 91,22 km² et comptait 3.801 habitants en 2006. Son siège est le village de Morzeszczyn qui se situe à environ 29 kilomètres au sud de Tczew et à 59 kilomètres au sud de Gdańsk, la capitale régionale.

## Villages
La gmina de Morzeszczyn comprend les villages et localités de Bielsk, Borkowo, Brzeźno, Dzierżążno, Gąsiorki, Gętomie, Kierwałd, Królów Las, Lipia Góra, Majewo, Morzeszczyn, Nowa Cerkiew, Olsze, Olszówka, Piła, Rzeżęcin, Rzeżęcin-Pole, Suchownia et Ulgany.

## Gminy voisines
La gmina de Morzeszczyn est voisine des gminy de Bobowo, Gniew, Pelplin, Skórcz et Smętowo Graniczne.